# Алгазея
Алгазе́я (рос. Алгазея) — село у складі Тугуро-Чуміканського району Хабаровського краю, Росія. Адміністративний центр та єдиний населений пункт Алгазеїнського сільського поселення.

## Населення
Населення — 63 особи (2010; 108 у 2002).
Національний склад (станом на 2002 рік):
- евенки — 93 %